# 贝赫艾克
贝赫艾克（荷蘭語：Bergeijk，荷蘭語發音：[bɛrɣˈɛi̯k] ⓘ；1998年之前写法为Bergeyk）是荷蘭北布拉班特省的一個市镇和城市，位於荷蘭南部，面積101.75 km2（39.29 sq mi）。模板錯誤：參數項只能填寫數字。，贝赫艾克有人口18,754。

## 外部連結
- 维基共享资源上的相關多媒體資源：贝赫艾克
- 官方网站（页面存档备份，存于）